# Anomiopsoides
Anomiopsoides là một chi bọ cánh cứng thuộc họ Scarabaeidae.